# Ancón (Panama)
Pour les articles homonymes, voir Ancón.
Ancón est un corregimiento du centre du Panama, parfois considéré comme une petite ville de banlieue au sud de la ville de Panama, au bord du Canal de Panama. 
Sa population est de 11 741 habitants en 2013.

## Personnalités liées
- Katherine Oppenheimer (1910-1970), botaniste germano-américaine morte à Ancón.
- José Parilla, né à Ancon en 1972, athlète américain, finaliste du 800 mètres aux championnats du monde de 1995 et ayant participé aux séries du 800 mètres aux Jeux olympiques de 1992 et 1996.
- Ciro Luis Urriola (1863-1922) président du Panama y est mort